# Jimmy Warner
James Warner (Lozells, Reino Unido; 15 de abril de 1865 - Pittsburgh, Estados Unidos; 7 de noviembre de 1943) fue un futbolista inglés que jugó como portero para el Aston Villa y el Newton Heath a finales del siglo XIX. Ayudó al Aston Villa a ganar la Copa FA 1886-87.

## Trayectoria

### Aston Villa
Nacido en Lozells (Birmingham). Comenzó su carrera futbolística con el Milton FC, antes de mudarse al Aston Villa en mayo de 1886 con el que jugó durante seis años, haciendo un total de 101 apariciones en todas las competiciones oficiales. En 1887, formó parte del plantel que derrotó al Rangers por 3-1 en la semifinal de la Copa FA, accediendo de esta manera a la final contra sus rivales locales, West Bromwich Albion. En la final, disputada en el Kennington Oval aquel 2 de abril, el Albion era el favorito después de haber sido finalistas el año anterior, y también habiendo derrotado a Preston North End en la semifinal. En los primeros veinte minutos del encuentro, la defensa de Villa se vio sometida a una gran presión, pero Warner jugó un valiente juego en la portería, aunque estuvo frustrando repetidamente por los intentos de Albion de cargarlo, siempre tuvo la bola en mano, sobre su propia línea de gol. Warner impidió con éxito que los delanteros rivales anotaran y en la segunda mitad su equipo anotó dos veces con goles de Archie Hunter y Dennis Hodgetts, para ganar la copa por primera vez en su historia.
El 8 de septiembre de 1888, el Villa hizo su primera aparición en la The Football League el primer día inaugural de la temporada 1888-89. En el partido contra el Wolverhampton Wanderers, estaba en la portería cuando el defensa Gershom Cox tuvo la desgracia de patear el balón a través de sus propios postes. El marcador final fue 1-1. Así, Cox anotó y Warner concedió lo que se pensó, hasta 2013, que sería el primer gol en la Football League.
Warner jugó 21 de los 22 partidos de Liga que Aston Villa disputó en la temporada 1888–89. Como portero estuvo en una defensa que logró una portería a cero y mantuvo la oposición de gol en partidos de Liga en nada menos que en ocho ocasiones. En las tres primeras temporadas, Warner estuvo prácticamente siempre presente, perdiéndose sólo dos partidos, con Villa ganando el puesto de subcampeón. La temporada siguiente, su equipo tuvo menos éxito al terminar octavo en la tabla y fue uno de los cinco clubes que tuvieron que postularse para ser reelegido. La temporada 1890-91 fue similar, con el Villa terminando noveno y nuevamente teniendo que sufrir "la indignación del proceso de reelección".
En 1891-92, una lesión lo restringió a solo once apariciones en la liga con Albert Hinchley reemplazándolo. El portero pudo recuperarse para aparecer en los cinco partidos de la Copa FA, cuando el Villa llegó a la final donde nuevamente se encontraron con sus rivales locales, West Bromwich Albion. En la final, disputada en el Kennington Oval el 19 de marzo de 1892, el y sus colegas en la defensa no fueron rival para Billy Bassett y los delanteros del Albion que ganaron el partido cómodamente por 3-0, con goles de Jasper Geddes, Sammy Nicholls y Jack. Reynolds.
Inmediatamente surgieron sospechas sobre la actuación de Warner en la final de la Copa. En las semanas previas a la final, se saltó las sesiones de entrenamiento, y también se le vio en una conversación seria con un hombre misterioso con un traje elegante y un sombrero. Hizo un balón suelto de Geddes con un disparo de larga distancia y permitió que el balón entrara en el fondo de la red para el primer gol de West Brom, mientras que él soltó una salvada sencilla veinte minutos después, lo que permitió que Nicholls anotara. Luego, finalmente, en la segunda mitad, el disparo de larga distancia de Reynolds voló a la red y pasó a Warner irremediablemente fuera de posición. Comenzaron a circular rumores de que Warner había perdido una cantidad sustancial de dinero en una apuesta y había acordado lanzar la final de la Copa para recuperar sus pérdidas 
Villa terminó la temporada 1891–92 en el cuarto lugar de la liga, pero la carrera de Warner en el equipo había terminado y en julio de 1892, fue transferido al Newton Heath en Mánchester.

### Newton Heath
Se convirtió en el primer portero de Newton Heath de inmediato en su primera temporada en la Football League e hizo 20 apariciones consecutivas al comienzo de la misma. Sin embargo, no se presentó a un partido como visitante contra el Stoke City el 7 de enero de 1893, lo que provocó que el medio centro Willie Stewart tuviera que jugar como portero improvisado; el equipo perdió 7-1. Warner explicó a los directores del club que había perdido el tren a Stoke, pero no estaban convencidos y lo suspendieron por un mes. Después de su suspensión, hizo solo tres apariciones más (dos en la liga y una en la Copa Senior de Manchester), y fue vendido a Walsall Football Club al final de la temporada.

### Walsall
Su carrera en Walsall también duró poco y se retiró en 1894.
Finalmente murió en Pittsburgh (Estados Unidos), el 7 de julio de 1943.
Una fuente describió a Warner como flexible y astuto, lo suficientemente ágil como para alcanzar (golpear) los tiros (o cabezazos) más difíciles.

## Clubes
| Club         | País       | Año         |
| ------------ | ---------- | ----------- |
| Aston Villa  | Inglaterra | 1886 - 1892 |
| Newton Heath | Inglaterra | 1892 - 1893 |
| Walsall      | Inglaterra | 1893 - 1894 |

## Palmarés

### Campeonatos nacionales
| Título | Club        | País       | Año     |
| ------ | ----------- | ---------- | ------- |
| FA Cup | Aston Villa | Inglaterra | 1886-87 |